# 切斯納特希爾鎮區 (北卡羅萊納州阿什縣)
切斯納特希爾鎮區（英語：Chestnut Hill Township）是位於美國北卡羅萊納州阿什縣的一個鎮區。

## 地方資料
切斯納特希爾鎮區的面積為56.19平方千米，當中陸地面積為55.79平方千米，而水域面積為0.40平方千米。根據2020年美國人口普查的數據，當地共有人口830人，而人口密度為每平方千米14.77人。